# Maxence Caron
Maxence Caron (Marsiglia, 1976) è uno scrittore, filosofo e musicologo francese, laureato dell'Académie française.

## Biografia
Scrittore e filosofo francese, che ha superato il concorso di agrégation in Filosofia nel 1999. Dottore in Lettere nel 2003 (relatore Rémi Brague) laureato all'Accademia francese. Direttore di collezione alle Éditions du Cerf, dirige e ha fondato Les Cahiers d'Histoire de la Philosophie. È autore di testi letterari e di parecchi lavori sul pensiero tedesco (Heidegger, Hegel, Kant, Nietzsche) e su sant'Agostino, infine, di un sistema filosofico che fa un largo posto alla letteratura.
Questi lavori su Hegel e su Heidegger sono stati notati, e introdotti per altro, da Bernard Mabille e Jean-François Marquet.
Collaboratore regolare a La Nef, partecipa a diverse riviste. Ha redatto una gran parte del numero Le Point dedicato al cristianesimo.
Musicista, pianista, musicologo, Maxence Caron si è laureato al Conservatorio Nazionale di Musica (Paris).
Una prima traduzione in Italia di estratti del suo poema sinfonico Le Chant du Veilleur è stata fatta da Friederike Migneco

## Opere
- Lire Hegel, Paris, Ellipses, 2000.
- Saint Augustin : La Trinité, Paris, Ellipses, 2004.
- Heidegger - Pensée de l'être et origine de la subjectivité, préface de Jean-François Marquet, Paris, Éditions du Cerf, « La Nuit surveillée », 2005.
- Introduction à Heidegger, Paris, Ellipses, 2005.
- (dir.), Heidegger, avec les contributions de Jocelyn Benoist, Jean-Luc Marion, Rémi Brague (et al.), Paris, Éditions du Cerf, « Les Cahiers d'Histoire de la Philosophie », 2006.
- Être et identité - Méditation sur la Logique de Hegel et sur son essence, préface de Bernard Mabille, Paris, Éditions du Cerf, « Passages », 2006.
- (dir.), Hegel avec les contributions de Bernard Bourgeois, Marcel Conche (et al.), Paris, Éditions du Cerf, « Les Cahiers d'Histoire de la Philosophie », 2007.
- Microcéphalopolis - Roman, Paris, Via Romana, 2009.
- (dir.), Saint Augustin, avec les contributions de Benedetto XVI / Joseph Ratzinger, Jean-Louis Chrétien (et al.), Paris, Éditions du Cerf, « Les Cahiers d'Histoires de la Philosophie », 2009.
- La Vérité captive - De la philosophie, Paris, Editions du Cerf / Ad Solem, 2009.
- Pages - Le Sens, la musique et les mots, Paris, Séguier, 2009.
- La pensée catholique de Jean-Sébastien Bach - La Messe en si mineur, Paris, Via Romana, 2010.
- Le Chant du Veilleur - Poëme Symphonique, Paris, Via Romana, 2010.
- Philippe Muray, la femme et Dieu, Artège, 2011.
- (codir.) Philippe Muray, avec des extraits du Journal de Philippe Muray et les contributions de Jean Clair, Benoit Duteurtre, Fabrice Luchini (et al.), Paris, Ed. du Cerf, "Les Cahiers d'Histoire de la Philosophie", 2011.
- L'Insolent, Paris, NiL / Robert Laffont, 2012.
- La Transcendance offusquée: De la philosophie, Paris, Les Belles Lettres, 2018
- Fastes: De la littérature après la fin du temps. Suivi de Manifeste du maxencéisme, Paris, Les Belles Lettres/essais, 2019